# Station Canet de Mar
Canet de Mar is een station van Rodalies Barcelona. Het is gelegen in de gelijknamige gemeente en wordt bediend door lijn R1.
Het station bevindt zich aan het strand. Het stationsgebouw is beige en authentiek, zoals de meeste stations aan het strand.

## Lijnen
| Eindbestemming                          | Vorig station | Lijn | Volgend station | Eindbestemming   |
| --------------------------------------- | ------------- | ---- | --------------- | ---------------- |
| Molins de Rei L'Hospitalet de Llobregat | Arenys de Mar |      | Sant Pol de Mar | Maçanet-Massanes |